# Edmundston

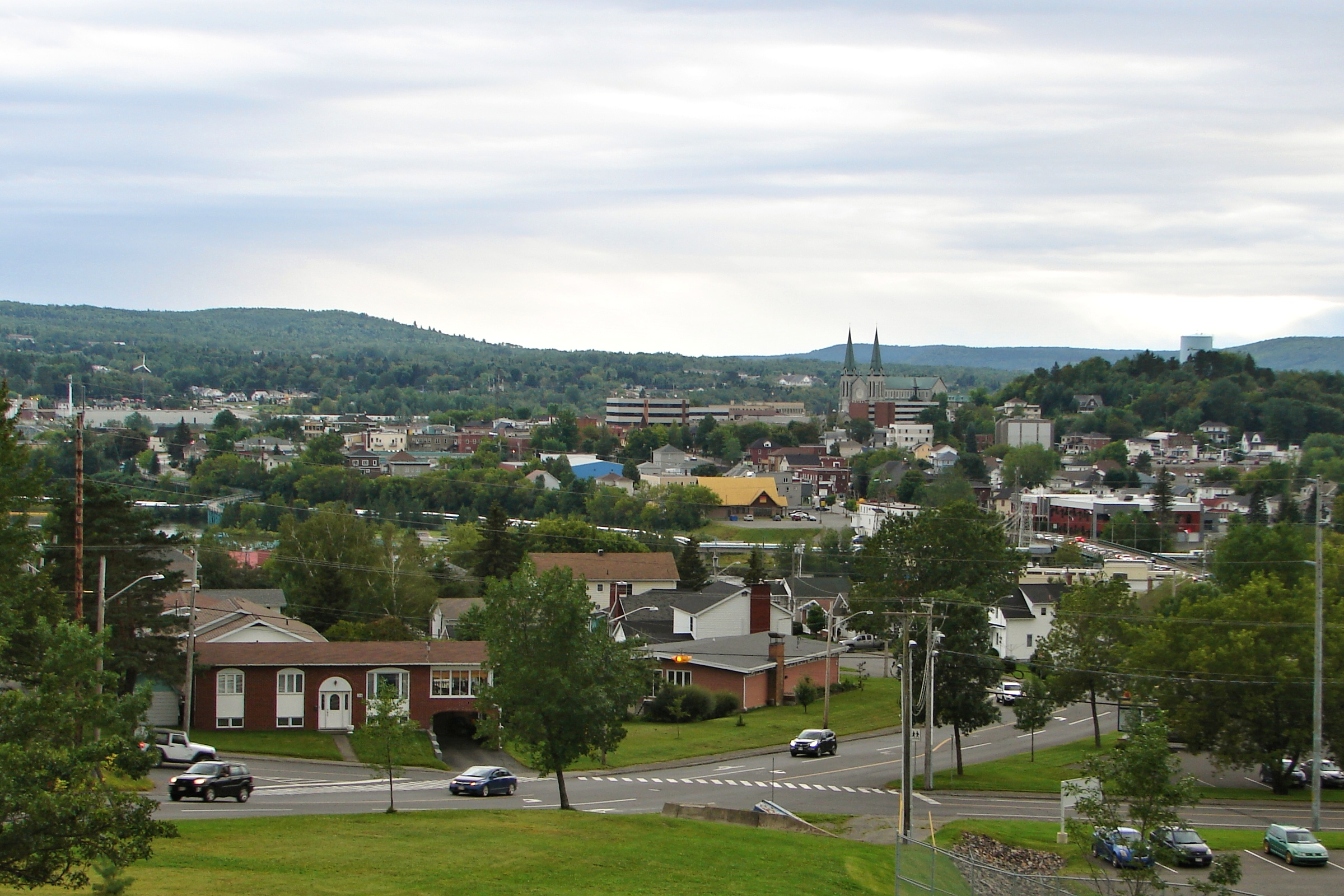
Edmundston

Edmundston é uma cidade do Canadá, província de Novo Brunswick, localizada a cerca de dez quilômetros leste da província de Quebec. Edmundston é uma cidade primariamente francófona, com 91% dos seus 17 373 habitantes (censo nacional de 2001) tendo o francês como idioma materno. Sua área é de 106,90 km².